# Gliese 412
Gliese 412 ist vermutlich ein Doppelsternsystem bestehend aus zwei  Roten Zwergen im Sternbild Großer Bär (Ursa Major). Die beiden Sterne sind ca. 16 Lichtjahre (4,9 Parsec) von der Erde entfernt, womit sie zu den nächsten Sternen gehören.
Gliese 412 A (HIP 54211) ist die hellste Komponente des Systems Gliese 412. Gliese 412 A hat die Spektralklasse M1.0 V. Seine G-Band-Magnitude beträgt etwa 7,9 mag.
Gliese 412 B (HIP 54211 B, WX Ursae Majoris) ist ein UV-Ceti-Stern, der vermutlich zum selben System gehört mit Spektralklasse M6.0 V. Seine scheinbare Helligkeit beträgt lediglich etwa 14,4. Seine G-Band-Magnitude beträgt etwa 12,3 mag.